# Visibilia Editore
Visibilia Editore S.p.A., già PMS S.p.A., è una holding italiana che opera, attraverso la controllata Visibilia Editrice, come società editrice di riviste. Le riviste edite dalla controllata sono: Ciak, Novella 2000, PC Professionale, VilleGiardini e Visto.
È stata quotata dal 2010 nel mercato Euronext Growth Milan della Borsa Italiana. Nel marzo 2024 è stata sospesa in seguito al commissariamento dell'azienda.

## Storia
L'azienda è stata fondata come società di consulenza strategica e comunicazione d'impresa nel 1999 col nome di PMS S.p.A. da Patrizio Maria Surace, venendo quotata nel 2010 presso il mercato AIM Italia (poi Euronext Growth Milan) della Borsa Italiana.
Due anni dopo la morte di Surace, avvenuta nel 2012, PMS sigla un accordo che ne sancisce l'aumento di capitale attraverso il conferimento dell'azienda Visibilia Editore S.r.l., controllata da Visibilia S.r.l. dell'imprenditrice Daniela Santanchè nonché editrice delle riviste Ciak, PC Professionale e VilleGiardini, precedentemente acquistate dal gruppo Mondadori. Nella stessa occasione PMS ha mutato denominazione sociale in Visibilia Editore.
Nel 2015 Visibilia Editore ha acquistato da PRS Editore i marchi storici delle riviste Novella 2000 e Visto per 10000 euro (a cui si aggiungono 167000 euro di passività stimate relative al personale), stipulando un contratto d'affitto per le due testate con opzione di acquisto con la propria controllata Visibilia Magazine S.r.l., che ha quindi operato come società editrice dei due settimanali; quest'ultima società è stata poi messa in liquidazione nel 2017 e le due riviste sono passate direttamente a Visibilia Editore.
Tra il 2021 e il 2022 la società ha deliberato la propria trasformazione in holding, conferendo il ramo societario editoriale alla newco interamente controllata Visibilia Editrice S.r.l. Sempre nel 2021 Santanchè, in seguito alla nomina come Ministro del turismo nel governo Meloni, si dimette dalle cariche di presidente del consiglio di amministrazione e amministratore delegato, pur mantenendo indirettamente il controllo della società attraverso le partecipazioni detenute con le società Visibilia Editore Holding (40,87%) e Visibilia Concessionaria (7,77%). Dopo le dimissioni di Santanchè le sue quote azionarie sono state acquistate gradualmente dalla società SIF Italia di Luca Giuseppe Reale Ruffino, divenuto presidente, amministratore delegato e socio di maggioranza della società; successivamente Ruffino nel 2023 ha disposto l'acquisto, a titolo personale, di oltre 40000 azioni della società. L'imprenditore si è poi suicidato nella notte tra il 5 e il 6 agosto 2023 a Milano. In seguito ad un'indagine della CONSOB era emerso che Ruffino a ottobre 2022 aveva già superato la soglia del 30% del capitale azionario, oltre la quale scatta l'obbligo di presentare un'offerta pubblica di acquisto (OPA).
Nel 2024 il Tribunale civile di Milano ha disposto l'amministrazione giudiziaria di Visibilia Editore in seguito all'emersione di "gravi criticità nei conti e nella gestione dell'azienda", revocando il consiglio di amministrazione, l'amministrazione delegato e il collegio sindacale e nominando come amministratore giudiziario l'avvocato Maurizio Irrera; tale procedura è stata prorogata più volte fino al 31 gennaio 2025. Successivamente anche il titolo in borsa è stato sospeso dalle negoziazioni.